# Historia de Aranjuez
La historia de Aranjuez es la historia de una ciudad que, favorecida por su entorno natural y por su situación estratégica, ha sido protagonista de distintos momentos de la historia de España. Situada junto a la confluencia de los ríos Tajo y Jarama, su territorio ha estado poblado desde tiempos paleolíticos, aunque no fue hasta la Edad Media cuando comenzó a tener relevancia. En el contexto de la Reconquista, a finales del siglo XII pasó a manos de la Orden de Santiago y entre 1387 y 1409, bajo el maestrazgo de Lorenzo I Suárez de Figueroa, se promovió la construcción de una casona como residencia de los maestres de la Orden. 
Con motivo de la concesión papal a los Reyes Católicos de administrar las distintas órdenes militares, desde 1489 las tierras de Aranjuez se incorporaron a la Corona y se consolidó como lugar de descanso para la monarquía. Los sucesivos monarcas llevaron a cabo un amplio programa de actuaciones que incluyeron, entre otras, calles arboladas, jardines, obras hidráulicas y un nuevo palacio real. A mediados del siglo XVIII, bajo Fernando VI, se derogaron las restricciones anteriores que impedían residentes ajenos a la Corte y se fundó una ciudad ex novo.  Por tanto, en la segunda mitad de dicho siglo, Aranjuez vivió una gran actividad constructiva que dotó a la población y a la Corona de todos los servicios y equipamientos necesarios para su desarrollo y aprovechamiento. 
En marzo de 1808 fue escenario del motín de Aranjuez, que provocó la caída de Manuel Godoy en los momentos previos al estallido de la guerra de la Independencia, y a lo largo del siglo XIX fue perdiendo importancia como Real Sitio a la par de los cambios políticos y sociales. Durante el siglo XX, su tradicional economía agraria se vio relegada por la industria y los servicios, y a finales del mismo cobró protagonismo como núcleo turístico y de ocio. En 2001, la Unesco declaró el Paisaje cultural de Aranjuez como Patrimonio de la Humanidad.

## Prehistoria
Las características del espacio físico en el que se encuentra Aranjuez, en la confluencia de dos ríos —Jarama y Tajo— y como lugar de paso de una importante vía de comunicación, ha propiciado, desde tiempos remotos, la presencia de pobladores de diferentes culturas. Esta ha quedado atestiguada gracias a numerosos hallazgos arqueológicos a lo largo de la historia y, de hecho, se trata posiblemente del término municipal madrileño que más yacimientos alberga.
En la década de 1980, principalmente entre 1985-86 debido a la elaboración de la Carta Arqueológica de la Comunidad de Madrid, se llevaron a cabo una serie de prospecciones que constataron la existencia de más de un centenar de yacimientos cuya cronología se remonta hasta el Paleolítico inferior y medio. Dos de los yacimientos se encuentran en terrazas fluviales, una de ellas en la gravera del punto kilométrico 43 de la antigua carretera de Andalucía y la otra en la zona de la Casa de la Montaña. En ambos se hallaron bifaces y en la primera, en 1968, se descubrieron muestras de fauna del Pleistoceno, en concreto de palaeoloxodon antiquus.
Correspondientes al Neolítico son los hallazgos de talleres y poblados, con cerámicas y hachas pulimentadas, y del periodo Calcolítico se documentan sus distintas fases, con hallazgos de la cultura del vaso campaniforme en Algodor. La Edad del Bronce está representada por hallazgos como el de Los Pontones, donde se hallaron restos de cerámica lisa y cerámica decorada con impresiones, y el descubierto por José Ramón Ortiz y Laura López en 1993 en el casco urbano, en concreto en la calle del Príncipe; en él se hallaron un silo excavado en la terraza fluvial y una sepultura de inhumación en fosa, destinada a un niño y consistente en un espacio rectangular forrado por una estructura pétrea de cantos, sin cubrición. Además de restos óseos, se encontraron cerámicas hechas a mano, lisas o con impresiones, decoraciones digitales e incisiones, y elementos líticos, principalmente de sílex aunque también de piedra caliza, como tres piezas que pertenecerían a un colgante. Se desconoce si se trataba de un asentamiento muy breve o bien un poblado estacional, de cabañas hechas con materiales perecederos y estructuras excavadas en el terreno, como silos u hoyos. Según Cándido López y Malta, en Otos y Alpajés se descubrieron huellas de cimientos de viviendas, sepulturas y restos cerámicos.
Por último, en la Edad del Hierro la zona se enmarcaba dentro del territorio habitado por los carpetanos. Entre los hallazgos de este periodo se encuentran hachas, fragmentos de sílex encontrados por José Martínez Peñarroya en el polígono de Las Antenas Norte en 1991, y cerámica íbera, hallada en los alrededores del castillo de Oreja por Hortensia Larrén en 1981.

## Edad Antigua

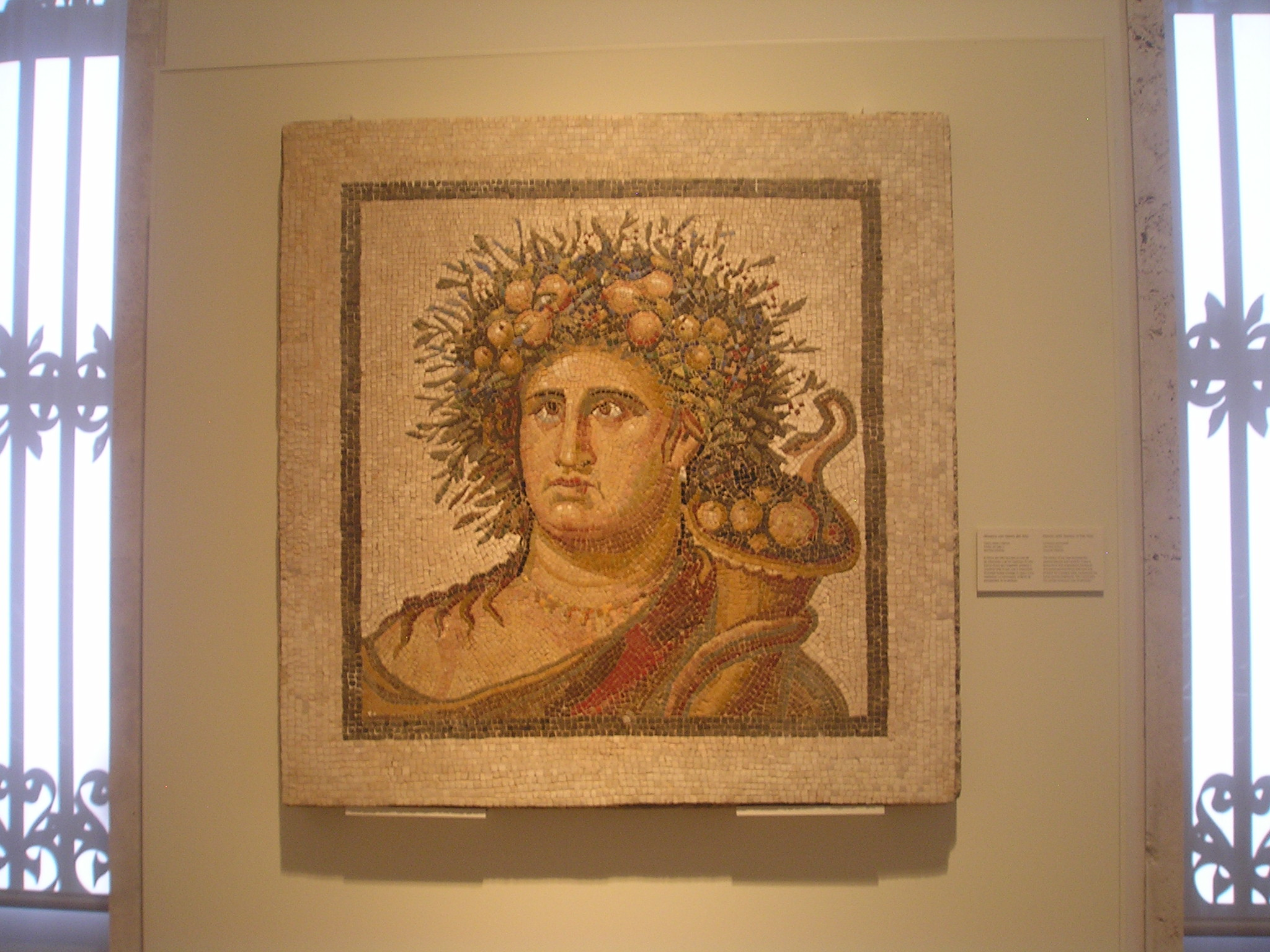
Mosaico procedente de Aranjuez depositado en el Museo Arqueológico Nacional

Previo a la romanización del territorio, y debido a su importancia estratégica como zona de paso, su entorno se identifica —en concreto el vado del Tajo a la altura de Oreja— como escenario de la batalla del Tajo, entre los cartagineses de Aníbal y los carpetanos, a los que se habían unido vacceos y olcades, acaecida en 220 a. C. y que se saldó con la victoria cartaginesa. Otros enfrentamientos posteriores, ya en el marco de la conquista romana de Hispania, tuvieron como protagonistas a carpetanos, olcades y vetones y, tras la ocupación de Toletum en 193 a. C., toda la zona quedó bajo dominio de Roma.
Durante el periodo romano su entorno fue encrucijada de varias calzadas como las que, desde Toledo y afectando a Algodor y Castillejo, discurrían hacia el noreste a través de Titulcia y Complutum hasta Zaragoza y Tarragona, o hacia el norte, por Pinto, Miaccum, Collado Villalba y Segovia. Otras vías secundarias, según Fidel Fuidio, serían la que unía Titulcia y Alces a través de Ontígola, La Guardia y El Romeral, o la que desde Getafe enlazaba con la procedente de Toledo a la altura de Puente Largo, donde habría indicios de poblamiento romano, tras cruzar Torrejón de la Calzada y Esquivias. Junto a la senda Galiana, en su discurrir hacia Segontia, a dos kilómetros de Aranjuez se hallaron restos de tejas y terra sigillata, lo que indicaría un poblamiento romano al borde de la vía.
En Soto del Hinojar, en el límite con Titulcia, pudo alzarse una villa romana, sin estructuras visibles pero con restos de tejas, fragmentos cerámicos y molinos de mano que abarcan las diferentes fases de la presencia romana. Varios cientos de metros al sur se encuentra el yacimiento de Las Cuevas, con cerámica tardorromana. Otros hallazgos a lo largo del término municipal incluyen un tesoro de 200 monedas de plata, fragmentos de lápidas con inscripciones procedentes del entorno del Palacio, una espada hallada en el Tajo en 1580 y presentada a Felipe II, una inscripción paleocristiana depositada desde el siglo XIX en el Museo Arqueológico Nacional o diversos vestigios de carácter bélico hallados en Alpajés y el jardín del Príncipe y presentados a Carlos IV.

## Edad Media

### Visigodos y musulmanes
La presencia de los visigodos en Aranjuez —que estaría influenciada por el asentamiento de estos en Toledo— está atestiguada a través de algunos restos, como una pileta, y de la necrópolis de Cacera de las Ranas. Esta se encuentra junto a la antigua vereda toledana, cerca de Las Infantas, y fue descubierta en 1986 por el equipo dirigido por Francisco Ardanaz Arranz. Previamente, en sus alrededores, debió de existir un hábitat romano bajoimperial del que se habrían reutilizado materiales como sillares de caliza, lápidas de mármol, piedras de molinos o lajas de opus caementicium. El conjunto incluía unas 150 sepulturas, aunque el total sería el doble, y entre ellas se documentaron ocho tipos constructivos diferentes; el más común era una estructura rectangular, trapezoidal o paralelográmica, con lajas de yeso en laterales, fondo y cubierta. Tanto en su interior como en su exterior se hallaron diversos objetos de adorno, como collares, pendientes, anillos o broches, y otros objetos de uso personal, como monedas o cuchillos, a los que se sumarían los hallazgos cerámicos, muy escasos, y restos óseos de animales. La necrópolis abarca una cronología desde el siglo V hasta el siglo VII y, según Ardanaz, serviría a uno o varios asentamientos rurales, entre los muchos que se distribuirían en los valles de los ríos a lo largo de la vía entre Toletum y Complutum. En 1992, dos kilómetros al oeste de Cacera de las Ranas, se descubrió una segunda necrópolis.
Por el contrario, el periodo musulmán apenas dejó testimonios en la zona, entre ellos topónimos como Algodor, el castillo de Oreja o los hallazgos encontrados en diversos yacimientos arqueológicos, algunos con presencia continuada desde época romana hasta el Medioevo cristiano.

### Reconquista

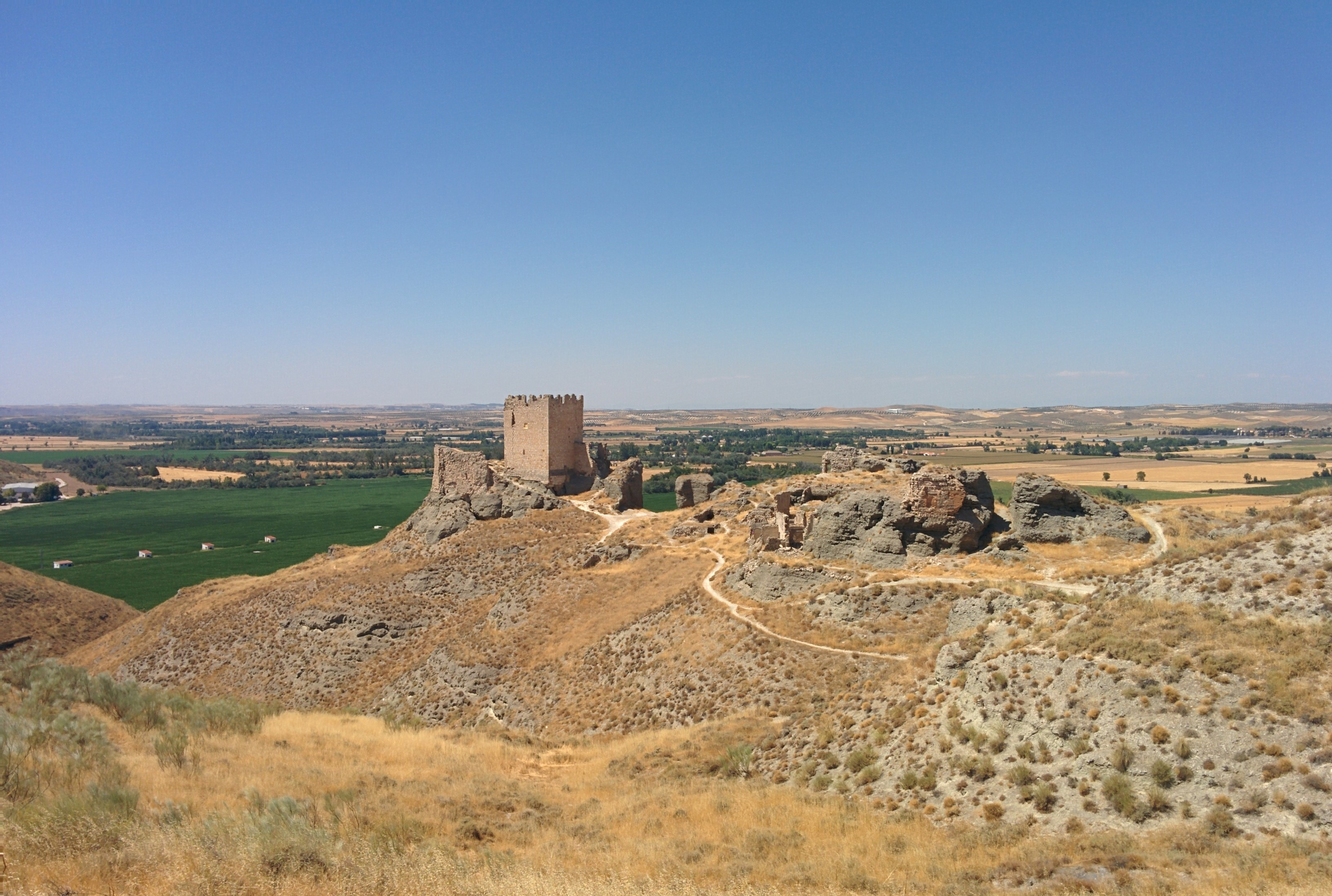
El castillo de Oreja y la vega del Tajo

En el contexto de la Reconquista, el entorno de Aranjuez sería testigo de los enfrentamientos entre cristianos y musulmanes, lo cual no facilitaría la existencia de asentamientos permanentes, y aquellos existentes se despoblarían, quedando Toledo como núcleo más destacado; por tanto, las fortalezas que se encontraban a lo largo del Tajo adquirieron un papel clave para su conquista. Entre ellas destacaba el castillo de Oreja, construido por los musulmanes en el siglo X y que dominaba la vega y el paso del río. A finales del siglo XI, lo que entonces se denominaba Aranzuel o Aranzueque, y donde quizás existía una aldea previamente llamada Almuzundica, pasó a manos cristianas tras la conquista de Toledo en 1085 por Alfonso VI y su dominio sobre las tierras de Ocaña, Oreja y Uclés.
Sin embargo, los almorávides volvieron a recuperar la zona para los musulmanes tras la ocupación de Consuegra en 1097, Uclés en 1108 y Oreja en 1113, plazas desde las que acosaban a los cristianos de Toledo, quienes a su vez atacaban especialmente Oreja desde el castillo de Aceca. En esas fechas (1108) aparece mencionado Aranz o Arauz en un privilegio otorgado a los monjes de San Clemente de Toledo. Finalmente, en 1139 Alfonso VII recuperó Oreja e inició la restauración de su castillo y la repoblación de la zona como forma de consolidar la ocupación. Este proceso de repoblación se apoyó en la nobleza, la iglesia, el concejo de Toledo y, particularmente, las órdenes militares. Entre estas, mientras que la Orden de Calatrava recibió a partir de 1172 lo que conformaría la Encomienda de Aceca en el flanco oriental de la ciudad de Toledo, la Orden de Santiago recibió en 1171 la Encomienda de Oreja, desde donde dominaba amplias zonas de los cursos medio y alto del Tajo.

### Orden de Santiago
En el siglo XIII, a la vez que se sucedían numerosos litigios con otros poderes de la zona con motivo de deslindes o apeos, se estabilizó la zona del Tajo, toda vez que los enfrentamientos armados se desplazaron hacia el sur, y ello permitió la existencia de núcleos de población estables, donde sus vecinos disfrutaban de una serie de derechos gracias a los distintos fueros. En ese contexto se produjo la decadencia militar de Oreja y la prosperidad de Ocaña, sede de la Orden, cuyo fuero se aprobó en 1202. Ese mismo año, la Orden otorgó al concejo de la villa la mitad del Prado de Ontígola y sus heredades; en sus dominios pronto se integraría Aranjuez, elegida como residencia de descanso por los maestres. Esta, a lo largo del siglo, aparece citada en varias ocasiones bajo los nombres de Aranzuet o Aranzuel, y sus dehesas se distribuían entre las encomiendas de Oreja y Alpajés.
El trabajo cotidiano giraba en torno a la agricultura de frutales y hortalizas en las vegas y cereales, viñedos y olivares en zonas altas. Era frecuente utilizar a los cautivos musulmanes como mano de obra y así, en los fueros, aparecían mencionados junto con el resto de instrumentos utilizados en la explotación de la tierra —animales de carga y tiro y elementos mecánicos—. El aprovechamiento de la fuerza motriz de las aguas del Tajo se traducía en la existencia de numerosos molinos; en el siglo XII ya existían, en torno a donde se encuentra el palacio real, una presa y una azuda que permanecieron en pie hasta el siglo XVI.
Entre 1387 y 1409, bajo el maestrazgo de Lorenzo I Suárez de Figueroa, se promovió la construcción de una casona, en un emplazamiento similar a donde se ubica el palacio real, como residencia de los maestres de la Orden. Se trataría de un edificio de piedra y ladrillo, en forma de pabellón y con un patio interior cuya planta alta descansaría sobre columnas. En aquel momento también se plantaron la huerta y los jardines antecedentes del jardín de la Isla y se levantó un estanque en el que se pescaba desde un cenador. Además de la pesca, el otro entretenimiento de la época era la caza, siendo Aranjuez un lugar ya habitual como marco de las cacerías reales.
En la transición entre los siglos XV y XVI, las encomiendas de Oreja, Alpajés y Aranjuez formaban parte del Partido de la Ribera del Tajo, junto a la Encomienda Mayor de Castilla y la de Estremera. En Oreja destacaba la explotación de las aceñas y de la barca de Oreja, uno de los puntos en los que se cruzaba el río en este tramo, a las que se sumaba la dehesa de Sotomayor. En Aranjuez, la presa del Tajo alimentaba un molino y un batán y el conjunto se completaba con una casa para molinero y cuatro alfagemes de madera; además, a lo largo del río había también dos casas de aceñas, una noria y una alberca. Por último, Alpajés incluía Ontígola y las dehesas del Rebollo y el Sotillo y había sufrido una fuerte despoblación en la segunda mitad del siglo. Compatibilizaban los cultivos de huerta y de tierra alta, la ganadería ovina, la explotación de los recursos hídricos y el aprovechamiento forestal de los distintos sotos.
Mediante bula papal, Inocencio VIII concedió a Fernando el Católico la administración de las distintas órdenes militares cuando fallecieran sus respectivos maestres; posteriormente, otra bula de Alejandro VI extendió tal concesión a la reina Isabel. Eso significó incorporar las tierras de Aranjuez a la Corona, ya que el primero que desapareció fue Alonso de Cárdenas, maestre de Santiago, en 1489. Con el objetivo de convertir el lugar en residencia real, se amplió y reformó el palacio y se configuró el entonces llamado Jardín de la Reina o Isla de la Reina —posteriormente jardín de la Isla—, por ser el preferido de Isabel la Católica para el paseo y el descanso. El caserío era muy escaso; apenas unas casas en el Raso de la Estrella y en el futuro Parterre, la iglesia de Nuestra Señora de la Estrella —que se derribó en el siglo XVIII— y la casa del administrador Gonzalo Chacón.

## Edad Moderna

### Austrias
A principios del siglo XVI, a medida que aumentaba la importancia de Aranjuez como lugar de descanso para la monarquía, las villas y fortalezas de su entorno entraban en decadencia, como el caso de Oreja, que se encontraba en estado irreversible de ruina. En Aranjuez, Carlos I planteó una serie de actuaciones con dos objetivos: por un lado, definir un territorio que garantizase su aislamiento de cualquier núcleo de población, y por otro lado la ordenación paisajística de dicho territorio. Antes de acometer dichas empresas, en 1523, y gracias a una bula de Adriano VI, Carlos I obtuvo los maestrazgos de las Órdenes, por lo que desde ese momento la monarquía era administradora de sus bienes; en 1534, a través de cédula real, el rey ordenó la acotación de sus tierras mediante una cerca, en lo que, según Álvarez de Quindós, supuso el origen del Real Bosque de Aranjuez.
Para alcanzar el primer objetivo, el territorio de Aranjuez creció a expensas del desmembramiento de las anteriores encomiendas santiaguistas y de la incorporación de tierras de particulares, pueblos vecinos y otras órdenes militares, además de varios intercambios de terrenos. Así, se fueron incorporando, entre otros, las encomiendas de Otos (1534) y Aceca (1535), terrenos de la encomienda de Oreja (1540), el heredamiento de Gonzalo Chacón (1544), la encomienda de Alpajés (1534) y terrenos de la encomienda de Ocaña (1534). Esta política de adiciones continuó bajo Felipe II, con quien el Real Sitio alcanzó sus límites más extensos, y así tuvieron lugar distintos incrementos territoriales entre 1569 y 1587.
Ambos monarcas habitaron la antigua casa maestral y bajo Carlos I se llevaron a cabo una serie de modificaciones con vistas a su ampliación; sin embargo, Felipe II empezó a concebir el palacio como elemento independiente de la casa maestral. Así mismo, dictó una orden mediante la cual prohibía construir casas particulares en el Sitio, por lo que cortesanos y embajadores, en una primera época, tuvieron que alojarse en casas de criados, en las casas de Alpajés e incluso en núcleos de los alrededores, como Ontígola, Ciempozuelos y Valdemoro. Con su desarrollo, se trataba de configurar un territorio autosuficiente y que, a su vez, pudiera proveer de productos a Toledo y Madrid. Así mismo, el establecimiento de esta como capital del reino potenció Aranjuez, al igual que otros Reales Sitios, debido a la necesidad de contar con lugares de descanso sin que supusieran largas distancias para la Corte.

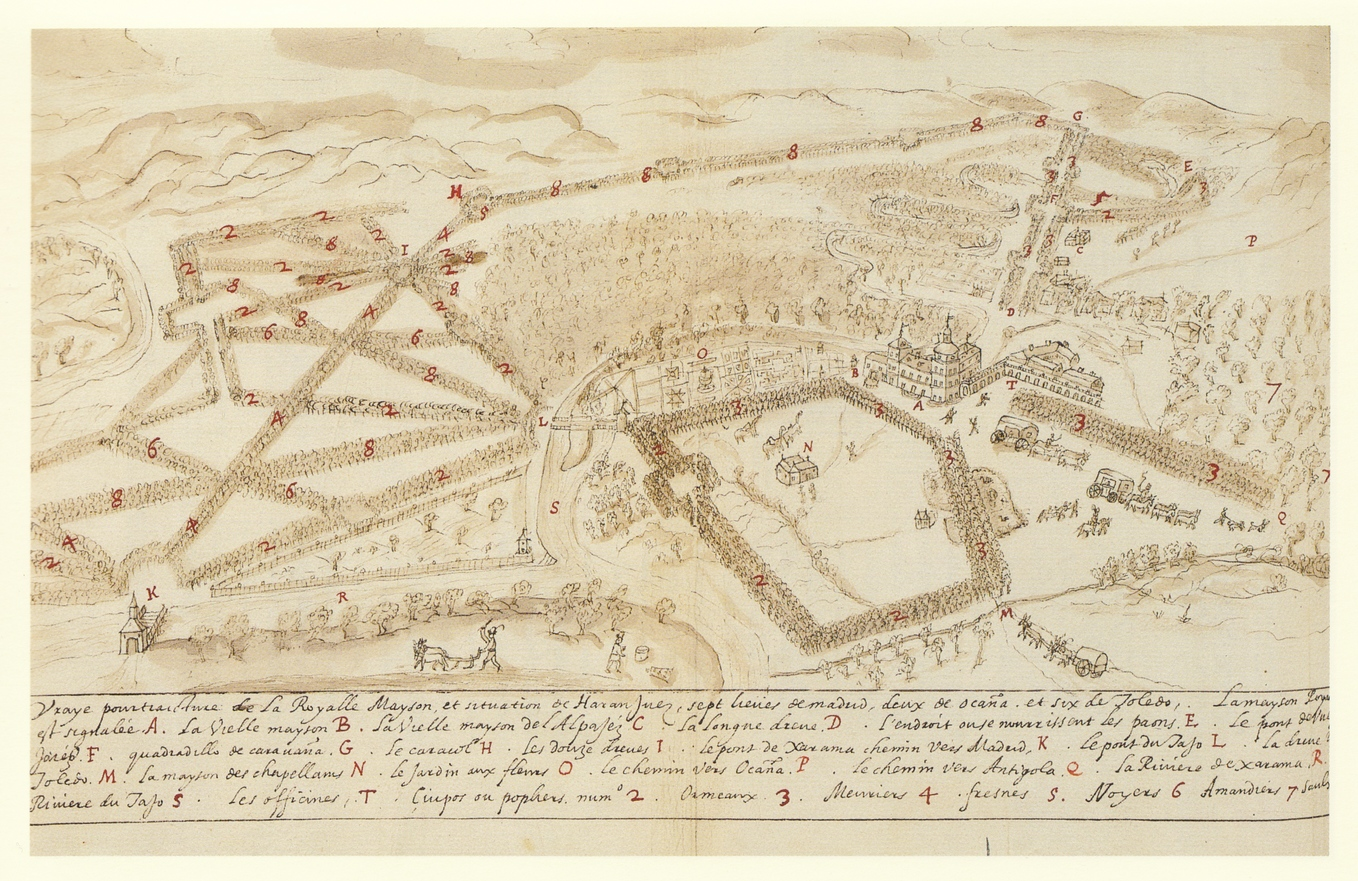
Vista de Aranjuez a finales del

En la puesta en marcha y desarrollo del Sitio fue clave la figura del arquitecto de los Reales Sitios y la Junta de Obras y Bosques, creada en 1545. Ya en 1536 se documentaba como arquitecto a Colin Bajumer, quien fue relevado por Luis de Vega y Gaspar de Vega. Estos realizaron los primeros planos para la formación del Sitio, en el que los cauces naturales y artificiales, los puentes, el viario y la residencia real consituirían los principales elementos que articularían el territorio. A partir de 1560, Juan Bautista de Toledo se convirtió en arquitecto mayor y recibió el encargo, de la mano de Felipe II, de realizar los planos del nuevo palacio y, hasta su fallecimiento en 1568, dirigió las obras de construcción del Cuarto y Capilla Real. Además, continuó el trazado de calles arboladas, labor que se había iniciado entre 1554 y 1559, y comenzó el trazado del jardín de la Isla; toda esta tarea continuó bajo su sucesor, Juan de Herrera.

En cuanto al aprovechamiento hidráulico de la zona, en 1529 se inició la construcción del canal de Colmenar, en la margen derecha del Tajo, y en 1530 comenzaron los trabajos de la presa del Embocador; a partir de esta discurrían, respectivamente por las márgenes izquierda y derecha del Tajo, el canal de las Aves y el de la Azuda. Estas obras servirían para proporcionar riego a las huertas, sotos, jardines y calles arboladas y fueron continuadas por Felipe II. En 1560, con objeto de disponer de más agua para el riego, encargó a Juan Bautista de Toledo la construcción de una presa en la laguna del Regajal, que se convertiría en el llamado Mar de Ontígola. En 1562, el monarca concibió un proyecto para convertir el Tajo en vía de comunicación fluvial con Portugal y el Atlántico; en primera instancia se contemplaba la navegabilidad entre Aranjuez y Toledo; sin embargo, los problemas de nivelación, las protestas de otras poblaciones o el elevado coste detuvieron tales planes.

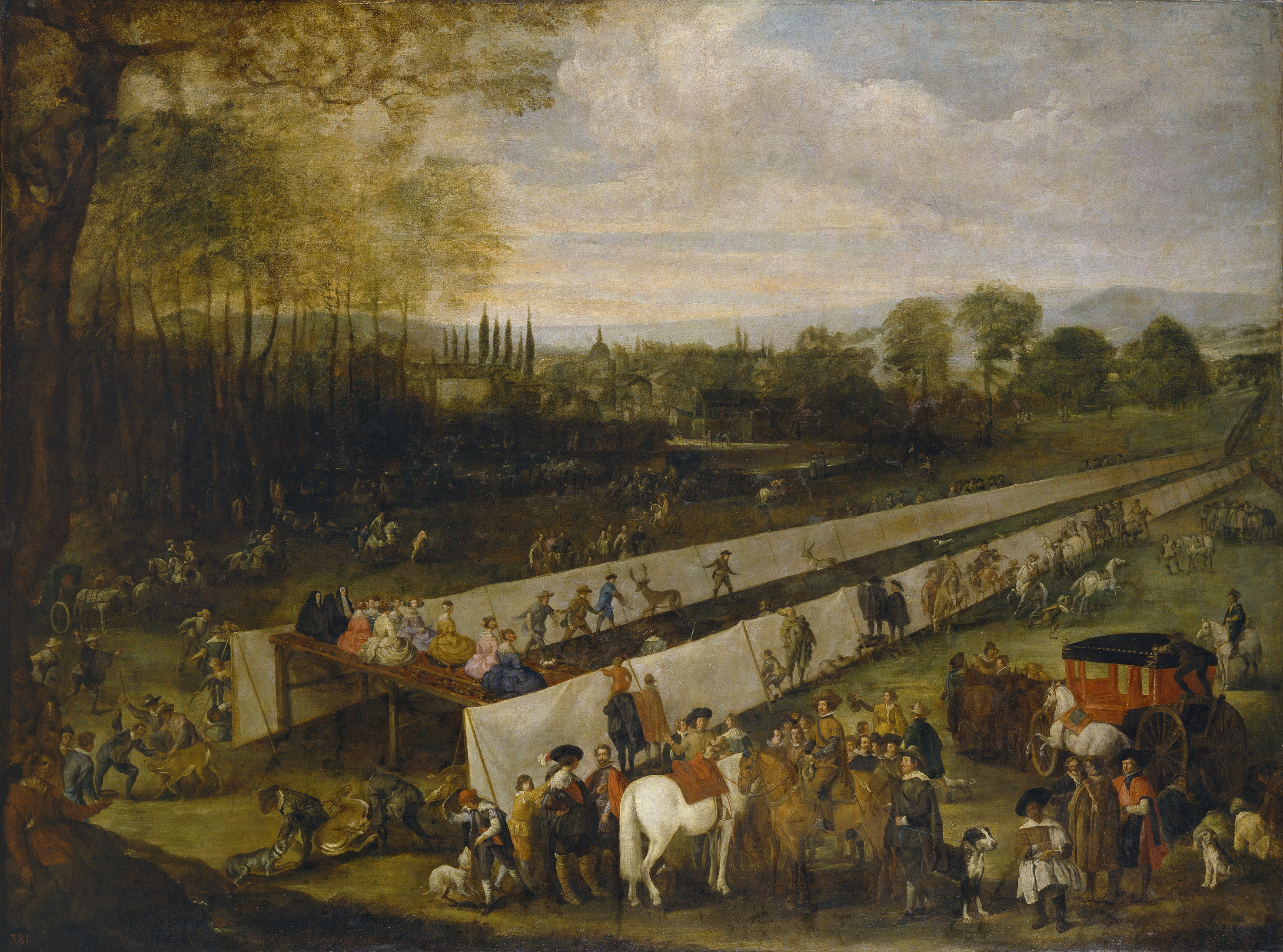
Cacería del tabladillo en Aranjuez (c. 1640) de Juan Bautista Martínez del Mazo

Si bien bajo Carlos I se mantenía un equilibrio entre el territorio dedicado a la caza y a las actividades productivas, bajo Felipe II el territorio se puso al servicio casi exclusivo de la caza; las actividades ajenas a la satisfacción del rey y de la corte estaban casi todas prohibidas, a excepción de alguna ganadería para cubrir las necesidades del alcaide. Por su parte, la agricultura apenas existía como actividad.
Durante los siguientes Austrias, el desarrollo de Aranjuez se estancó. Felipe III no llevó a cabo ninguna intervención hasta que regresó la Corte a Madrid en 1606, y así, en 1613, continuó los trabajos en Doce Calles, proyecto iniciado por su padre, y prosiguió con las obras de la Casa de Oficios —iniciadas en 1584—, con Juan Gómez de Mora como maestro mayor de obras, aunque los trabajos se paralizaron y quedó a medio construir durante décadas. Sin embargo eso no supuso el abandono de Aranjuez, ya que tanto Felipe III como Felipe IV continuaron organizando espectáculos y diversiones varias, como paseos por el Tajo, corridas de toros, cacerías y representaciones teatrales.
Bajo Felipe IV se trató de continuar las obras en el palacio y la Casa de Oficios, con escasos progresos; esta última, incluso, sufrió un incendio en 1660. A nivel normativo, en 1650 se establecieron unos nuevos límites del Real Sitio de Aranjuez, que mejoraban los establecidos por Felipe II y Felipe III, y que perduraron inalterados hasta el siglo XIX. Por último, bajo Carlos II se mantuvo la misma tónica de falta de empresas constructivas de relevancia; entre ellas, el inicio de los trabajos de la nueva iglesia de Alpajés en 1680.

### Borbones
Con el cambio de siglo, la Corona pasó a manos de los Borbones tras la resolución de la guerra de sucesión, en la cual los residentes de Aranjuez estuvieron del lado borbónico. El nuevo monarca, Felipe V, reanudó las obras del palacio y en 1715 aprobó los planos de Caro Idrogo, que seguía las pautas dejadas por Juan de Herrera. Esto suponía su desarrollo hacia el norte de lo construido y conllevaba la demolición de la antigua casa maestral, hecho que ocurrió en 1727. Se retomaron también las obras de la Casa de Oficios. Administrativamente, en 1721 confirmó la ordenanza de Felipe II que prohibía el asentamiento de población, y así, en el censo de Campoflorido de 1717, contaba únicamente con 727 habitantes. En 1728 se demolieron las casas de Gonzalo Chacón para poder trazar el jardín del Parterre. 

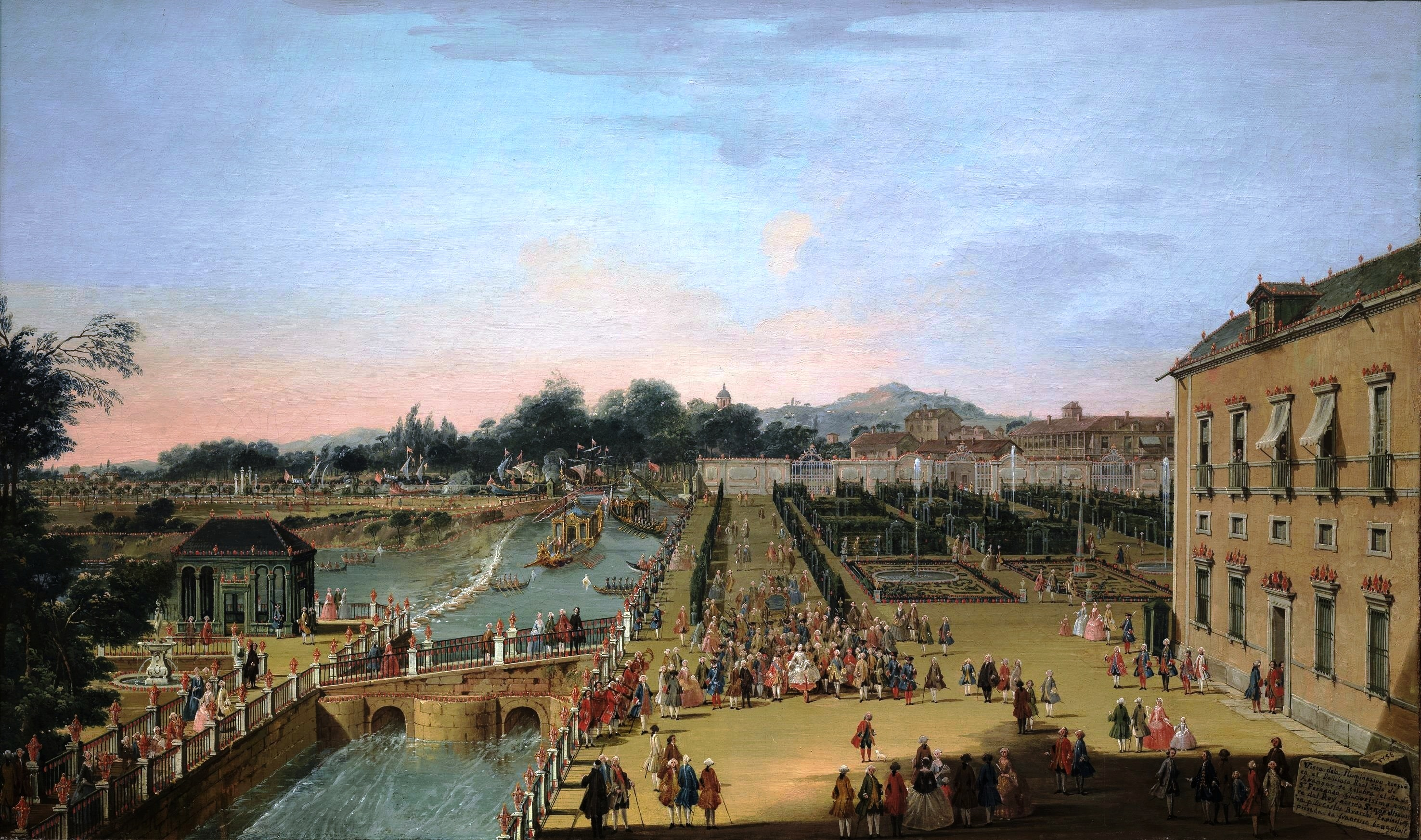
Fernando VI y Bárbara de Braganza en los jardines de Aranjuez (1756) de Francesco Battaglioli

En 1739, Santiago Bonavía comenzó a asumir responsabilidades como maestro mayor y desde entonces estuvo al cargo de la reforma y redefinición del Sitio. Bajo Felipe V intervino en las obras del palacio, realizó un proyecto de viaje de aguas para el abastecimiento humano y se reorganizaron los accesos desde Madrid, en los cuales se incluía el nuevo puente Largo, con la planificación de dos itinerarios, uno para la Corte y su servidumbre y otro para el resto de la población.

Con la llegada de los nuevos monarcas, Fernando VI y Bárbara de Braganza, Aranjuez recuperó el esplendor de antaño, pero en estrecha relación con las modas y gustos del barroco italiano; era su residencia predilecta y además de preocuparse por su control y buena gestión, la convirtieron en escenario de deslumbrantes fiestas y celebraciones. También destacaron entretenimientos como la navegación por el Tajo, para la cual se construyó un embarcadero y se contaba con la escuadra del Tajo, que en 1754 estaba formada por 15 embarcaciones. Además de diversas actuaciones iniciales, como el trazado o renovación de numerosas calles arboladas, la decisión más importante fue la fundación de una nueva población. Hacia 1748 los monarcas comenzaron a plantear la derogación de las restricciones anteriores y fundar una ciudad ex novo que permitiese el acomodamiento de nobles, embajadores, funcionarios, criados y proveedores durante las jornadas de primavera.

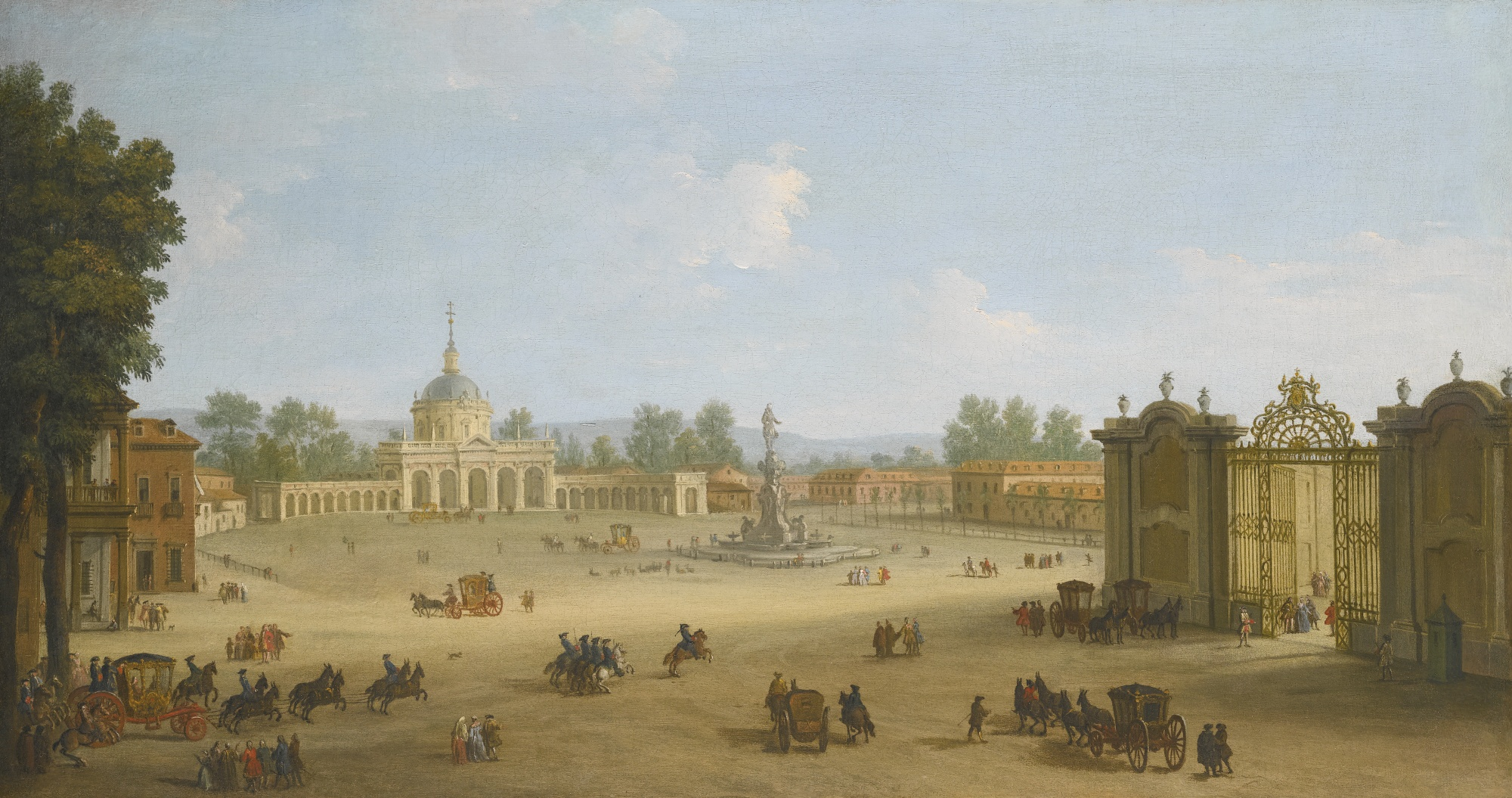
Plaza de San Antonio en una pintura de Antonio Joli (c. 1753)

Ese plan se vio momentáneamente detenido debido al incendio que afectó al palacio el 16 de junio de 1748 y que provocó graves daños en cubiertas e interiores. Apenas un mes después, Bonavía presentó un presupuesto de reparación y, tras su aceptación, comenzaron los trabajos. Estos se dieron por concluidos en junio de 1749, lo que permitió retomar la planificación de la nueva ciudad. Los primeros pasos contemplaron la aprobación, en enero de 1750, del proyecto de viaje de aguas desde varios manantiales cerca de Ocaña, y la renovación de lo que sería la plaza de San Antonio. El Plan General de Aranjuez fue presentado y aprobado el verano de ese mismo año; no solo establecía el trazado de la nueva ciudad, sino que también buscaba imponer unos criterios a la hora de construir. El ritmo de construcción fue intenso, con hasta 1500 trabajadores en las obras, e incluyó equipamientos —como la capilla o el cuartel de guardias de corps—, casas de jornada para cortesanos y empleados, o edificaciones privadas tanto de familias nobles o aquellas destinadas al alquiler, además de obras inconclusas como el palacio o la Casa de Caballeros.

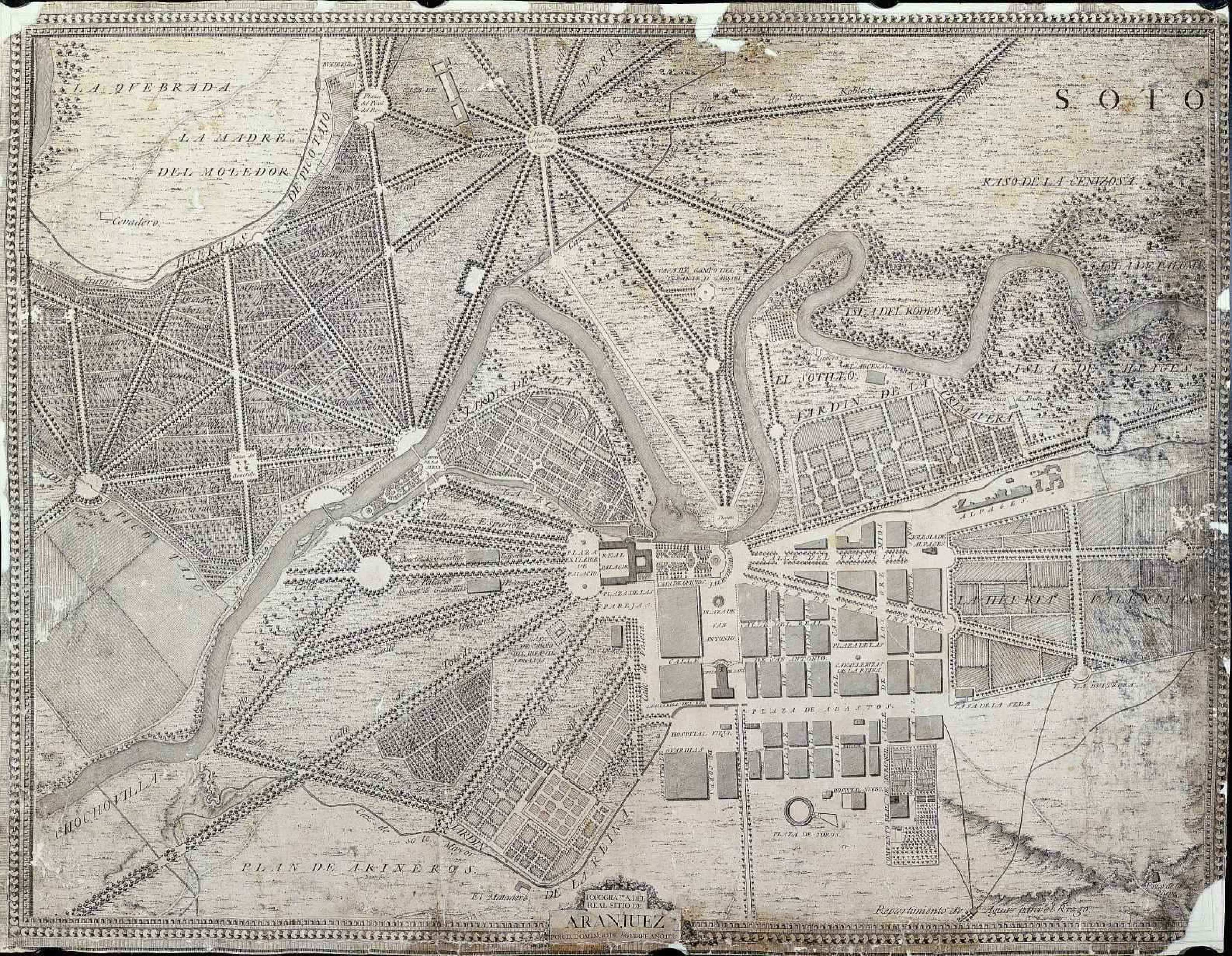
Plano de Aranjuez en 1775

A Fernando VI le sucedió Carlos III; el nuevo monarca continuó la transformación del Real Sitio aunque de forma austera y metódica, más acorde a su carácter. Durante su estancia no se celebraron las grandes fiestas de antaño, relegando el teatro y la música, pero se mantuvieron como entretenimiento la caza, la pesca o los paseos en barca. Renunció al carácter lúdico y, en su lugar, entendió su territorio como una gran explotación donde experimentar las ideas agrícolas, ganaderas y científicas desde el punto de vista ilustrado.
Así, los distintos cuarteles en los que se dividía el territorio se destinaron a la cría caballar, por un lado, y a la producción agropecuaria, por otro. Entre los primeros se encuentran la Casa de la Monta (Real Yeguada), la finca de Villamejor (burros y búfalos) y La Flamenca, y entre los segundos la Casa de Vacas (lechería), la finca de El Deleite, la Huerta Valenciana (parras, olivos y moreras) y, especialmente, el Real Cortijo de San Isidro, donde se levantaron casas, lagar, bodega, molino de aceite y una ermita. Además, en Aranjuez se dieron a conocer proyectos o se probaron invenciones en otros campos científicos; entre ellos destacó, a finales de 1783, el vuelo del primer globo aerostático, emulando al llevado a cabo en Versalles unos meses antes.

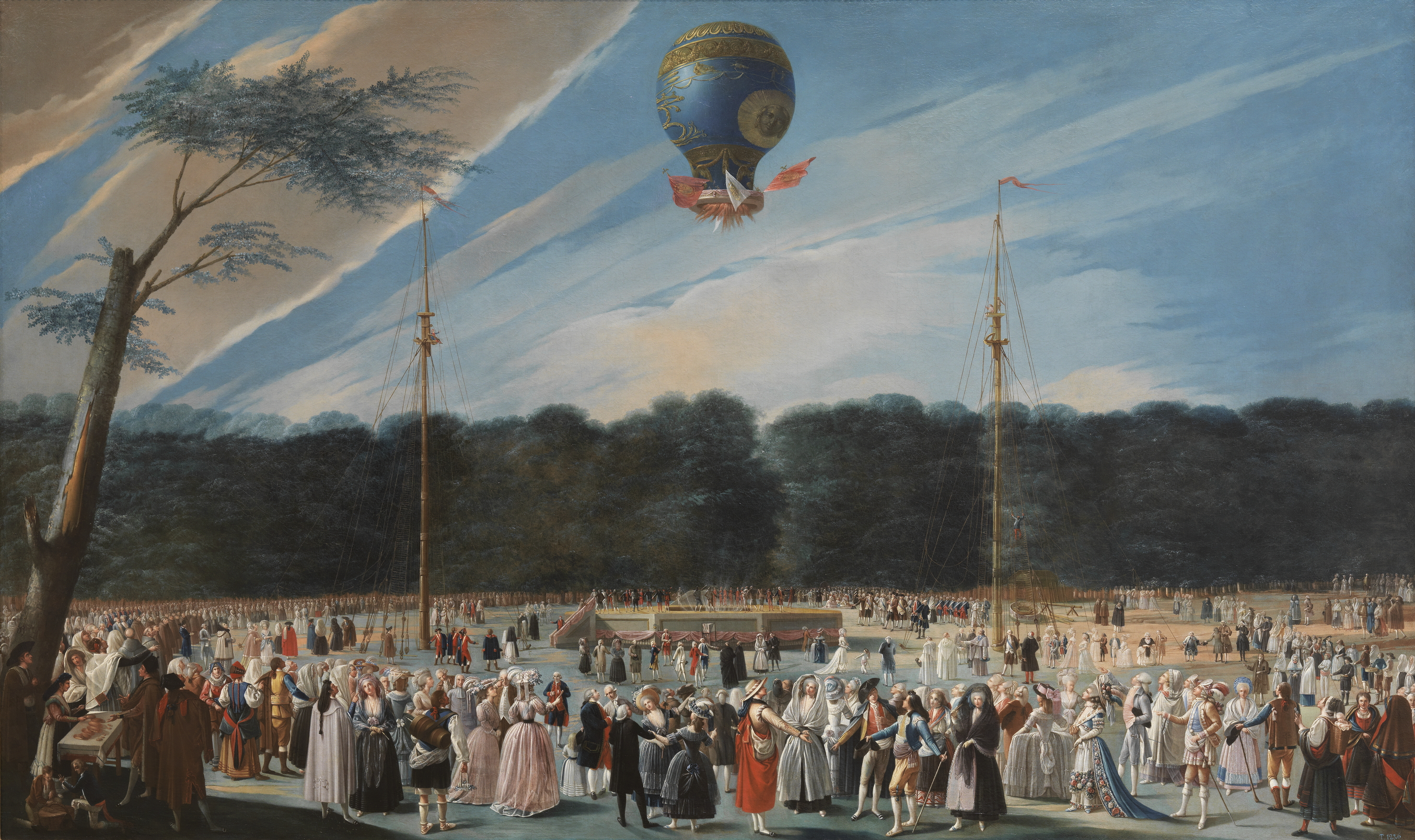
Ascensión de un globo Montgolfier en Aranjuez (c. 1784) de Antonio Carnicero

En lo urbanístico consolidó el plan de Santiago Bonavía pero con un sentido más funcional. Las actuaciones en su casco urbano incluyeron casas auxiliares para el servicio de S.M., cuarteles militares, equipamientos para la población y otras construcciones asociadas a la Familia Real. A todo ello se unirían las diversas modificaciones en la plaza de San Antonio, como principal espacio público de la ciudad, los primeros pasos para la formación del jardín del Príncipe y las construcciones privadas. En el palacio, con objeto de aumentar su capacidad, Francesco Sabatini levantó dos alas en la fachada oeste, creando un patio de honor, y se trazó una gran plaza oval frente a este. Por tanto, bajo Carlos III quedaría configurado definitivamente lo que en época Contemporánea se conoce como casco histórico.
El 12 de abril de 1779 se firmó el Tratado de Aranjuez, por el que España intervenía en la Guerra de Independencia de los Estados Unidos. Según el censo de Floridablanca, su población permanente era de 2653 habitantes; sin embargo, según Álvarez de Quindós, los cálculos no eran exactos ya que de acuerdo con el consumo de pan, su población sería más de 6000 personas, que durante las jornadas de primavera superaba las 20 000. Con la llegada al poder de Carlos IV, las actuaciones se centraron principalmente en la plaza o calle ancha de Abastos —donde se levantaron la Casa del Gobernador y la Casa de Empleados—, en la conservación y renovación de lo existente, y en continuar los trabajos en el jardín del Príncipe, donde se levantaría la casa del Labrador. El 18 de julio de 1790 tuvo lugar un atentado contra el conde de Floridablanca, del que este salió ileso.
El 22 de junio de 1799 se inauguró en el cerro del Parnaso el primer telégrafo óptico de España, acontecimiento en línea con el espíritu científico que caracterizó a Aranjuez en la anterior etapa; sin embargo, los nuevos monarcas eran más dados a la popularidad e hicieron del Sitio el escenario de sus fiestas y espectáculos. En ese marco, por ejemplo, se levantó la plaza de toros, inaugurada en 1797. El 13 de febrero de 1801 se firmó el Convenio de Aranjuez, por el cual España cedía a Francia su flota de guerra para atacar al Reino Unido. El siglo XIX se iniciaba con una crisis constructiva, ya que se habían finalizado la mayoría de las grandes obras, que era reflejo de una crisis económica que tenía su origen en los problemas financieros de los sucesivos gobiernos.

## Edad Contemporánea

### SigloXIX

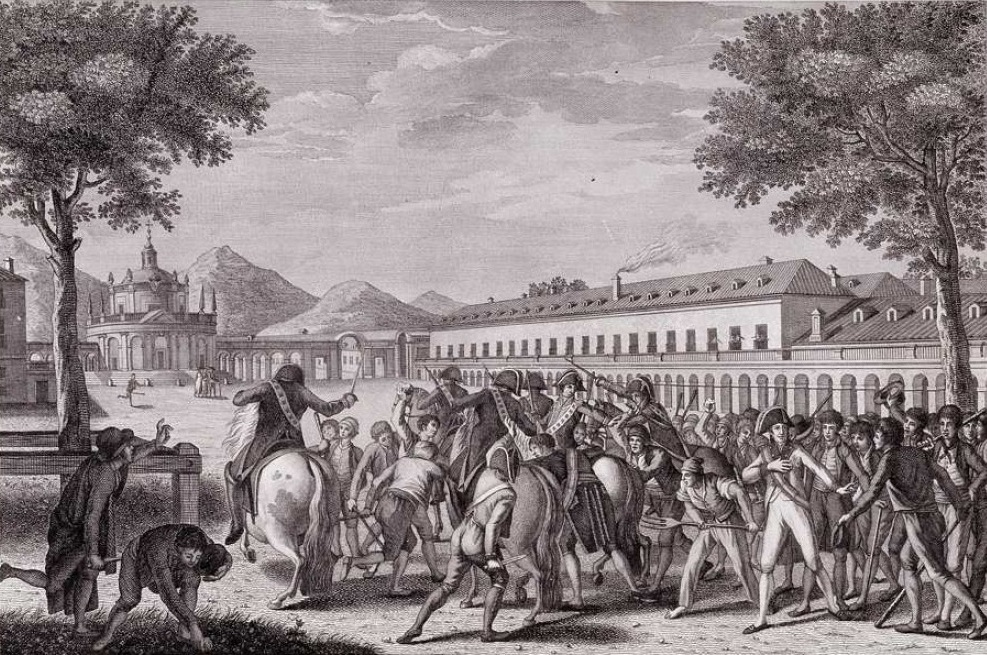
Caída y prisión del Príncipe de la Paz (motín de Aranjuez)

A raíz del Tratado de Fontainebleau, por el que la Monarquía española permitía la entrada en su territorio de las tropas de Napoleón, y del complot de El Escorial, que buscaba la caída del favorito Manuel Godoy, ambos del 27 de octubre de 1807, aumentó el descontendo popular hacia el Príncipe de la Paz. Este, ante el rápido despliegue francés, trató de convencer a los reyes para huir hacia Andalucía y, si fuera necesario, embarcar para América. Sin embargo, ante esa posibilidad, empezaron a llegar lugareños de pueblos vecinos y partidarios del príncipe Fernando y, junto a la población de Aranjuez, la noche del 17 al 18 de marzo de 1808, se amotinaron y tomaron el palacio de Godoy, con intención de atraparle. Manuel Godoy, escondido, no se entregó hasta la mañana del día 19, y esa misma tarde Carlos IV abdicó en favor de su hijo Fernando VII, sucesos que verían su desenlace, más tarde, en las abdicaciones de Bayona.
El 24 de marzo de 1808, el ejército francés entraba en Aranjuez pero tras la batalla de Bailén abandonaron el Sitio el 30 de julio. Inmediatamente después, comenzaron a llegar delegados de las Juntas Provinciales, y el 25 de octubre, en el palacio real, se constituyó la Junta Suprema Central para planificar las acciones que debían llevarse a cabo. Ante el inminente regreso de los franceses, la Junta abandonó el Sitio entre el 1 y 2 de diciembre en dirección a Andalucía. Los invasores asaltaron Aranjuez por la fuerza y lo saquearon, antes de continuar hacia Ocaña, aunque dejaron un batallón para mantener el orden. Napoleón permitió elegir por primera vez un Ayuntamiento, cuyo primer alcalde fue Domingo Gaspar Pérez.
El 2 de agosto de 1809 los franceses volvieron a abandonar el Sitio, tras la derrota en Talavera, y regresaron el día 15, tras la victoria del Puente del Arzobispo. El Marqués de Varese aprisionó al alcalde, acusado de fiel a la causa española, y ocupó su cargo. Con el paso del tiempo, la situación fue empeorando debido a la presión que ejercían las guerrillas y, de hecho, la guarnición francesa levantó un muro en torno a la Casa de Oficios para protegerse de sus asaltos. Finalmente, el 7 de noviembre de 1812 abandonaron definitivamente el Sitio. Pasada la contienda, el nuevo monarca reinstauró el orden preconstitucional y la celebración de las jornadas de primavera en 1815, y en los años siguientes la población se recuperó progresivamente y vio cómo se reparaban los daños producidos durante la guerra. El 8 de diciembre de 1829, el Sitio fue escenario de la boda entre Fernando VII y María Cristina de Borbón.

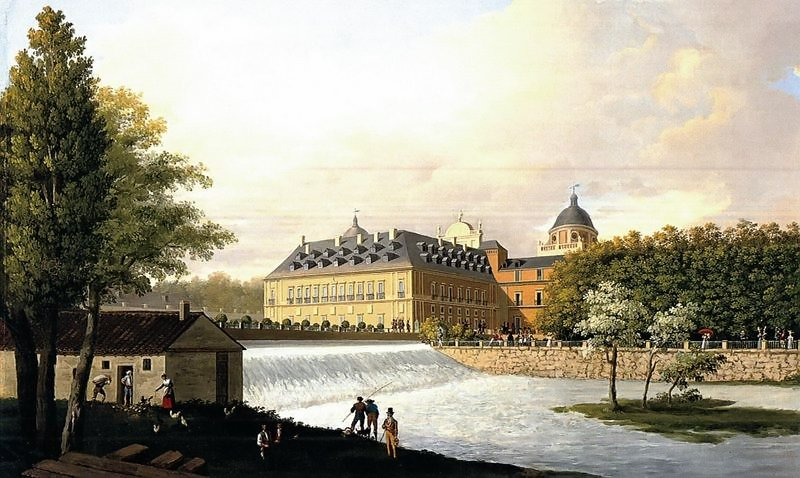
Vista del Real Sitio hacia 1830 en un paisaje de Fernando Brambila

En diciembre de 1833 se publicó la división provincial de España, obra de Javier de Burgos e, inicialmente, Aranjuez formó parte de la provincia de Toledo, hasta que en 1838 fue segregada de esta y pasó a la de Madrid. En 1834, para conmemorar la firma de la Cuádruple Alianza, se realizó el jardín de Isabel II. En julio de ese año, una epidemia de cólera afectó al Sitio y se creó una Junta de Caridad para asistir a los enfermos en sus hogares dada la falta de medios —un médico de Patrimonio, algún otro particular, una botica y un hospital mal preparado—. La epidemia remitió en septiembre después de afectar a 222 personas, de las cuales fallecieron 71.
El 13 de agosto de 1836, la regente María Cristina reinstauró la Constitución de 1812, por lo que el 9 de septiembre se constituyó, definitivamente, el Ayuntamiento de Aranjuez. Tras su llegada al trono, Isabel II fue asidua del Real Sitio, acompañada de una pléyade burguesa que dio un nuevo color de modernidad y eclecticismo al viejo conjunto dieciochesco. Un hecho importante fue el desarrollo de las comunicaciones; el 9 de febrero de 1851 tuvo lugar la inauguración de la línea de ferrocarril entre Madrid y Aranjuez, que facilitaría el traslado de la Corte durante las jornadas de primavera y abarataría el transporte de frutos de la huerta ribereña a la capital. El 15 de septiembre de 1853 se produjo la apertura del tramo ferroviario Aranjuez–Tembleque, y el 12 de junio de 1858 se inauguró la conexión ferroviaria entre Aranjuez y Toledo. Por su parte, la inauguración de la línea de ferrocarril Aranjuez-Cuenca tuvo que esperar hasta el 12 de julio de 1883.

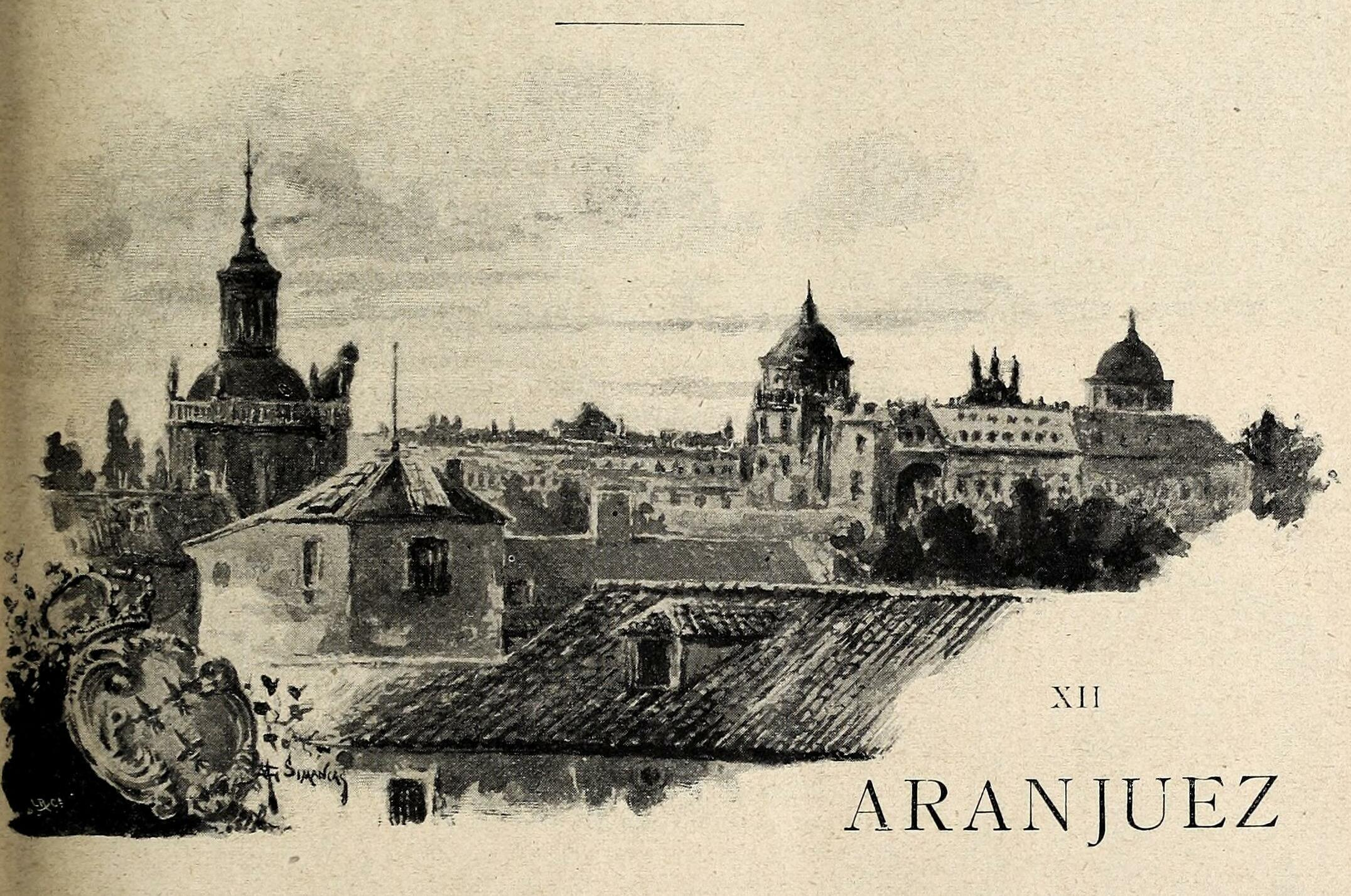
Vista de Aranjuez en una ilustración de finales del

Entre 1856 y 1868 el municipio albergó la Escuela Central de Agricultura, un centro de formación de ingenieros y peritos agrónomos, que se instaló en La Flamenca. La interrupción de las jornadas de primavera en 1866, junto con la crisis económica de esos años, afectaron al desarrollo del Sitio. Igualmente, tras la revolución de 1868, el Ayuntamiento fue sustituido por una Junta Revolucionaria que se incautó de los bienes de la Corona; se expropiaron todas las fincas y, tras el paréntesis de Amadeo I, en 1873 salieron a subasta, vendiéndose su mayoría. A partir de 1875, con la restauración borbónica en la persona de Alfonso XII y el fin de las guerras carlistas, comenzó un periodo de prosperidad para el Sitio. En 1885, la ciudad sufrió una epidemia de cólera y Alfonso XII convirtió la Casa de Marinos en improvisado hospital para atender a los enfermos, a quienes visitó; en agradecimiento, en 1897 se erigió una estatua en su honor en la plaza de la Constitución. En 1899 Aranjuez recibió el título de villa.

### SiglosXXyXXI

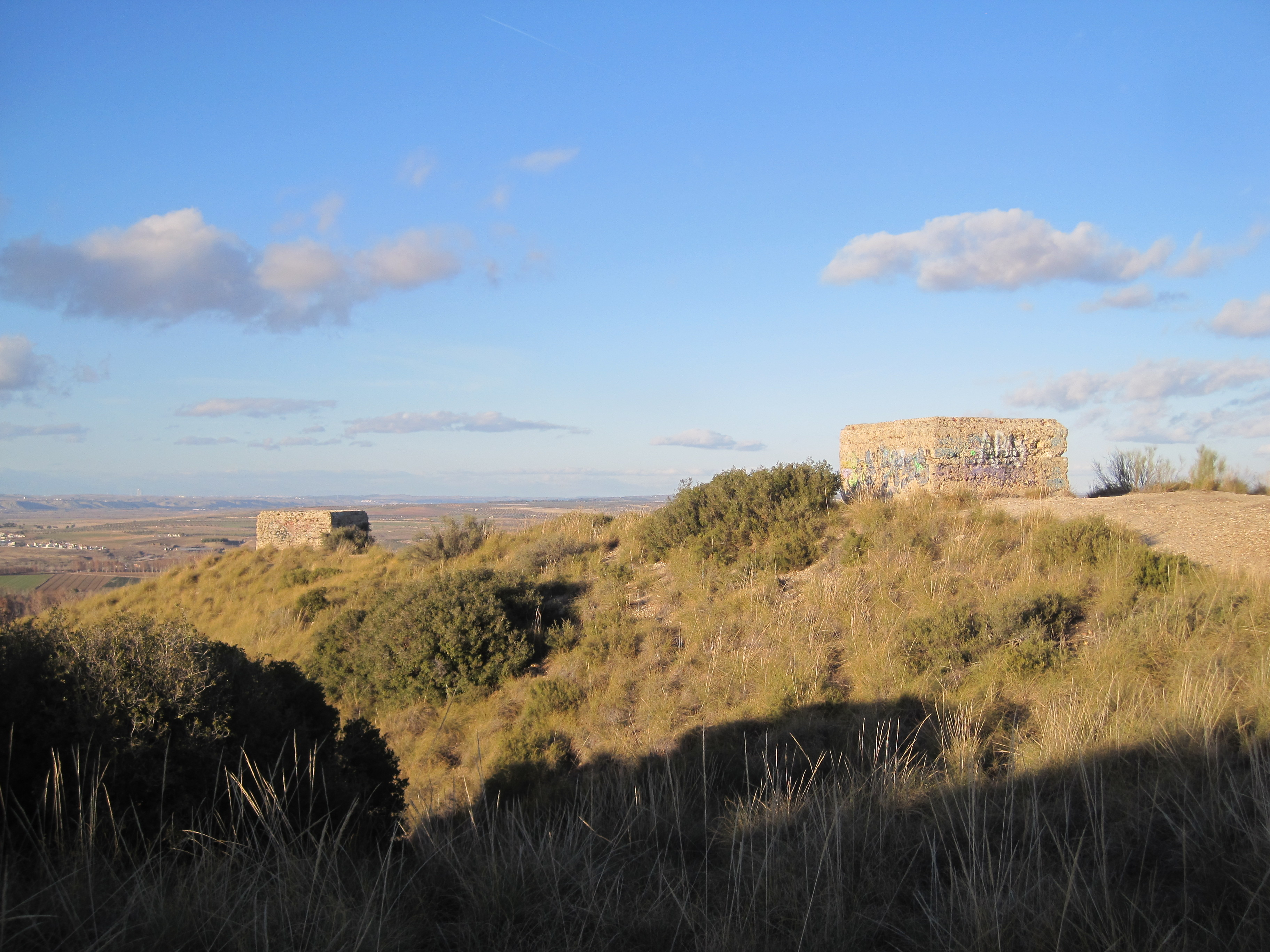
Búnkeres de Valdelascasas

Bajo Alfonso XIII, en 1917 se inauguró el Real Hipódromo de Legamarejo, que sustituyó a uno anterior; durante los años siguientes fue habitual la celebración de distintas competiciones hípicas. En 1927 se inauguró la nueva estación de ferrocarril, que reemplazó la antigua terminal situada junto al palacio. En los años 1930 se instalaron los estudios cinematográficos de ECESA (Estudios Cinema Español S.A.); el proyecto, a cargo de Casto Fernández-Shaw, buscaba convertir Aranjuez «en el Hollywood de los países de lengua española». Durante la guerra civil, el Jarama fue escenario de una batalla decisiva, en febrero de 1937, ya que retrasó la toma de la capital; como testigos de aquellos momentos perduran varios búnkeres en el término municipal, por ejemplo en Valdelascasas y en la Montaña.
Durante la posguerra, gran parte de la población vivía todavía de la agricultura —con un papel fundamental del regadío— y, en menor medida, de la ganadería; sin embargo, se fue acentuando cierto despegue industrial que había comenzado en el primer tercio de siglo. El sector terciario estaba formado principalmente por fuerzas de orden público y en la industria destacaban los sectores textil y metalúrgico, a lo que había que añadir también el sector de la construcción. Aunque la población no sufrió tantos daños como otras cercanas, se tuvieron que llevar a cabo una serie de obras de reconstrucción aunque, debido a la importante presencia de Patrimonio Nacional, no se vio beneficiada de las ayudas de Regiones Devastadas.
En los años cincuenta y sesenta, Aranjuez vivió una época de gran actividad constructiva, centrada en las distintas áreas residenciales que se desarrollaron en el tejido urbano, y en los años setenta los sectores secundario y terciario desbancaron al primario como principal actividad económica. En 1968 se aprobó un Plan General que buscaba convertir Aranjuez en núcleo descentralizador y descongestionante de la capital. Sin embargo, tales previsiones de crecimiento no se produjeron, siendo superada por los pueblos de la corona metropolitana, por lo que la ciudad se fue configurando como núcleo turístico y de ocio. En 1980 se convirtió en cabeza de partido judicial, dejando de pertenecer a Chinchón. En 1977 se había iniciado el expediente para la declaración de Aranjuez como conjunto histórico-artístico y el 15 de noviembre de 1983 fue publicada en el BOE dicha declaración.
Desde entonces, los distintos planes generales tuvieron en cuenta la protección y puesta en valor de su patrimonio y el desarrollo de los sectores turístico y cultural. El 14 de diciembre de 2001 la Unesco declaró el Paisaje cultural de Aranjuez como Patrimonio de la Humanidad.